# Erkki Latvala
Erkki Juhani Latvala (ur. 20 sierpnia 1965 w Teuva) – fiński biathlonista.

## Kariera
W Pucharze Świata zadebiutował 31 stycznia 1991 roku w Oberhofie, zajmując 52. miejsce w biegu indywidualnym. Pierwsze punkty wywalczył rok później, 7 marca 1992 roku w Oslo, zajmując 38. miejsce w sprincie. Nigdy nie stanął na podium indywidualnych zawodów PŚ, jednak dokonał tego w drużynie, 12 marca 1995 roku w Lahti razem z Vesą Hietalahtim, Ville Räikkönenem i Harrim Elorantą zajął trzecie miejsce w sztafecie. Najlepsze wyniki osiągnął w sezonie 1995/1996, kiedy zajął 52. miejsce w klasyfikacji generalnej. W 1995 roku wystąpił na mistrzostwach świata w Anterselvie, gdzie zajął 34. miejsce w sprincie i dziesiąte w sztafecie. Podczas rozgrywanych rok później mistrzostw świata w Ruhpolding zajął 31. miejsce w biegu indywidualnym i szóste w sztafecie. Brał też udział w igrzyskach olimpijskich w Lillehammer, gdzie zajął 54. miejsce w biegu indywidualnym i piąte w sztafecie.

## Osiągnięcia

### Igrzyska olimpijskie
| Rok  | Miejscowość | Konkurencje | Konkurencje | Konkurencje | Konkurencje | Konkurencje | Konkurencje | Konkurencje |
| Rok  | Miejscowość | IN          | SP          | PU          | MS          | RL          | MR          | SR          |
| ---- | ----------- | ----------- | ----------- | ----------- | ----------- | ----------- | ----------- | ----------- |
| 1994 | Lillehammer | 54.         | –           | nd.         | nd.         | 5.          | nd.         | –           |

### Mistrzostwa świata
| Rok  | Miejscowość | Konkurencje | Konkurencje | Konkurencje | Konkurencje | Konkurencje | Konkurencje | Konkurencje |
| Rok  | Miejscowość | IN          | SP          | PU          | MS          | RL          | MR          | SR          |
| ---- | ----------- | ----------- | ----------- | ----------- | ----------- | ----------- | ----------- | ----------- |
| 1995 | Anterselva  | –           | 34.         | nd.         | nd.         | 10.         | nd.         | –           |
| 1996 | Ruhpolding  | 31.         | –           | nd.         | nd.         | 6.          | nd.         | –           |

### Puchar Świata

#### Miejsca w klasyfikacji generalnej
| Sezon     | Miejsce |
| --------- | ------- |
| 1990/1991 | -       |
| 1991/1992 | 55.     |
| 1992/1993 | 54.     |
| 1993/1994 | ?       |
| 1994/1995 | ?       |
| 1995/1996 | 52.     |
| 1996/1997 | -       |

#### Miejsca na podium chronologicznie
Latvala nigdy nie stanął na podium indywidualnych zawodów PŚ.